# San José de la Fragua

Localização da cidade de San José de la Fragua no departamento de Caquetá.

San José de la Fragua é um município da Colômbia localizada no departamento de Caquetá.